# 강태영 (배우)
강태영(1982년 9월 7일 ~ )은 대한민국의 배우이다.

## 학력
- 한국예술종합학교 연극원 연기과 학사

## 주요 출연작

### 영화
- 2021년 《멀리가지마라》 - 조현근 역
- 2018년 《물괴》 - 인덕 역
- 2018년 《박화영》 - 술집 주인 역
- 2018년 《당신의 부탁》 - 중고차 중개인 역
- 2016년 《소년, 소녀를 만나다》 - 담당관 역
- 2015년 《무뢰한》 - 김진형 역
- 2014년 《클린 미》 - 병철 역
- 2014년 《팡이요괴》 - 원귀 역
- 2014년 《풍진》 - 재승 역
- 2014년 《명량》 - 기무라 역 (첫 천만영화)
- 2013년 《세이프》 - 남자 역
- 2013년 《청야》 - 철가방 역
- 2012년 《터치》 - 사격대회선수 역
- 2011년 《피로》 - 조연
- 2011년 《고스트》 - 남자 역
- 2011년 《최종병기 활》 - 후라후 역
- 2011년 《화이트 : 저주의 멜로디》 - 경찰 역
- 2009년 《마음》

### 뮤직비디오
- 2019년 《주저하는 연인들을 위해》 잔나비
- 2014년 《어려운 여자》 장범준
- 2013년 《내가 미친년이야》 김보형

### 연극
- 2010년 《The Rat Monster》
- 2009년 《대흥안령》
- 2008년 《대장성》
- 2007년 《고도를 기다리며》

## 수상
- 2013년 제8회 칼라 국제 단편 영화제 남우주연상